# Castillo de Cacela

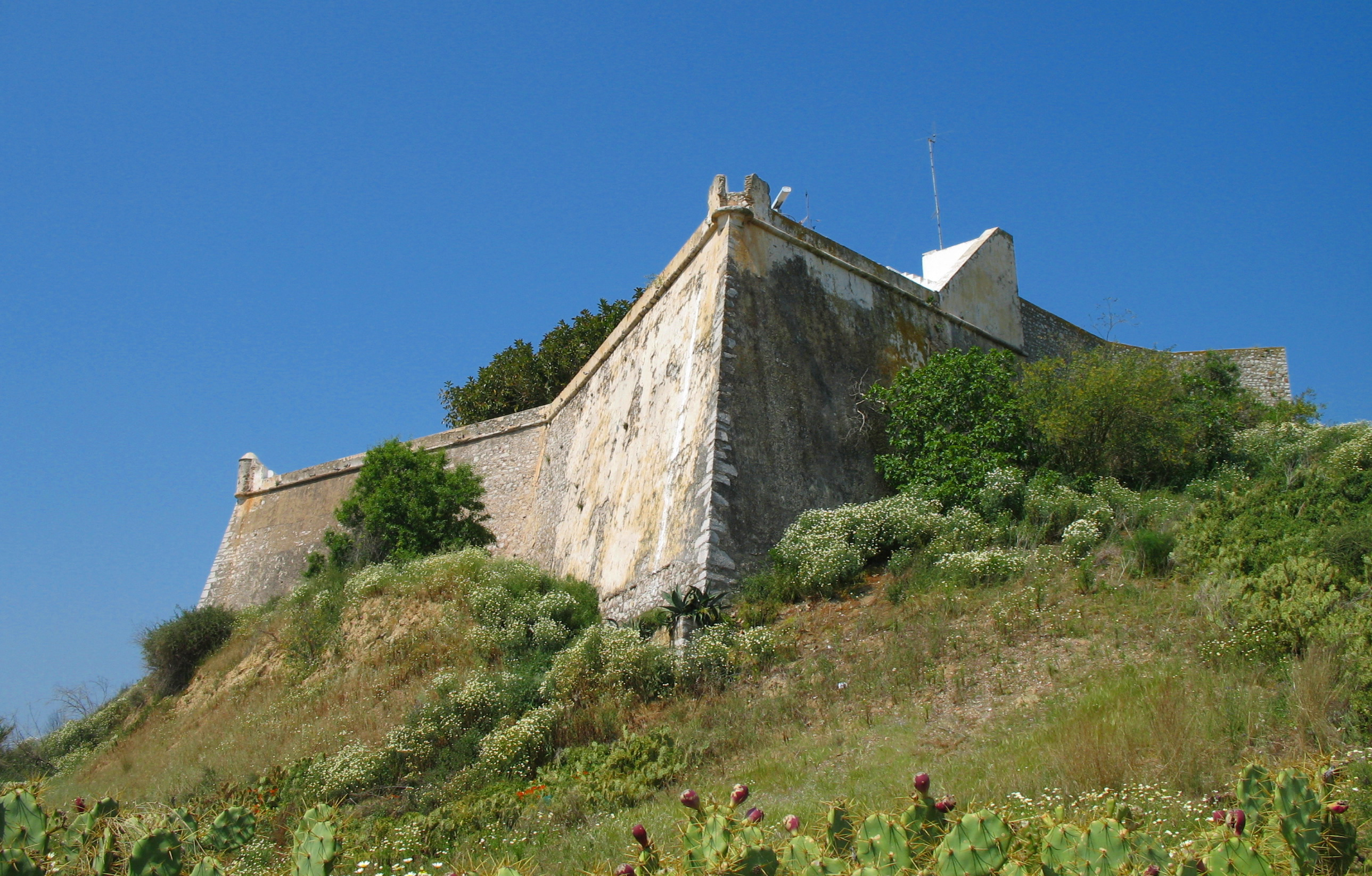

El Castillo de Cacela, en el Algarve, se levanta en la parroquia de Vila Nova de Cacela, aldea de Cacela-Velha, municipio de Villarreal de San Antonio, en el distrito de Faro, en Portugal.
En posición dominante sobre una elevación rocosa que domina la desembocadura de la Ría Formosa, sus vestigios se incluyen actualmente en el patrimonio clasificado de Cacela Velha, uno de los conjuntos arquitectónicos más importantes del Algarve.

## Historia

### Antecedentes
Investigaciones arqueológicas preliminares aclaran que la primitiva ocupación humana de esta península se remonta a la época prerromana, sucesivamente por tunos, fenicios y cartagineses, vinculados a la actividad pesquera y al comercio. Tras la Invasión romana de la península ibérica los conquistadores habrían mantenido aquí una base militar, periodo a partir del cual se habría incrementado el poblamiento del interior.
Cuando la invasión musulmana de la península ibérica bajo el mando general de  Táriq (712), las regiones de  Beja y el Algarve fueron dominadas al año siguiente por Abd al-Aziz ibn Musa, quedando la costa del Algarve en poder de clanes yemeníes y sirios. La zona de Cacela estaba dominada por elementos del grupo Banu Darrâj, y su situación privilegiada aseguró su importancia regional, convirtiéndola en sede regional hacia el siglo X. Se cree que, durante el Califato, el Alfoz de Cacela se extendió hasta el actual condado de Alcoutim, comprendiendo alcarias y castillos, como el Castelo Velho de Alcoutim y el Castelo das Relíquias, situados en zonas pastoriles y mineras. Estos castillos formaban parte de un sistema defensivo asociado a una fuerte preocupación político-administrativa por la centralización y la planificación territorial. En el caso del Castelo de Cacela, esta fortificación serviría para controlar el movimiento de embarcaciones hacia y desde Tavira.
El asentamiento se menciona en el "Roteiro" del geógrafo árabe Al-Idrisi a principios del SXII siglo, que describe el Algarve: Cacela es una fortaleza construida junto al mar. Está bien poblada y hay en ella muchas huertas y campos de higueras. En esta época, los cambios en los bancos de arena de la Ría Formosa ya perjudicaban el fondeadero de Cacela, en favor del de la cercana Tavira.

### El castillo medieval
En el paso al siglo XIII, la fortificación musulmana de Cacela conoció un primer momento de abandono, aunque aún mantenía relativa importancia militar, habiendo sido una de las últimas posiciones conquistadas por las fuerzas cristianas de Portugal en el Algarve. En la  Curia Régia, reunida en Santarém, con el consentimiento de su esposa, doña Beatriz, el rey D. Afonso III (1248-1279) donó este castillo, junto con el Castillo de Ayamonte, al Maestre de la Orden de Santiago, Dom Paio Peres Correia (20 de febrero de 1255). A partir de entonces, la Orden procedió a su reconstrucción y ampliación.

### Desde el fuerte hasta nuestros días
Presentando ruina, en el siglo XVI, el castillo fue reconstruido por orden de D. João III o de D. Sebastião. Se sabe que este último inspeccionó personalmente las obras en 1573. En este período habrá recibido, sin duda, líneas de abulón, al estilo de la época. Un poco más tarde, sin embargo, informes de 1617 muestran que sus murallas estaban arruinadas en el lado del acantilado; en 1750 la fortificación estaba arruinada, habiendo sufrido grandes daños causados por el terremoto de Lisboa de 1755.
La actual estructura defensiva, de pequeñas dimensiones, data de finales del siglo XVIII. Tiene una planta en forma de polígono estrellado, con dos baluartes orientados hacia el mar.
En este período, se extinguió la sede del municipio, lo que demuestra la pérdida de importancia del asentamiento.
Cacela-Velha fue clasificada como Inmueble de Interés Público por Decreto publicado el 6 de marzo de 1996.

## Características
.

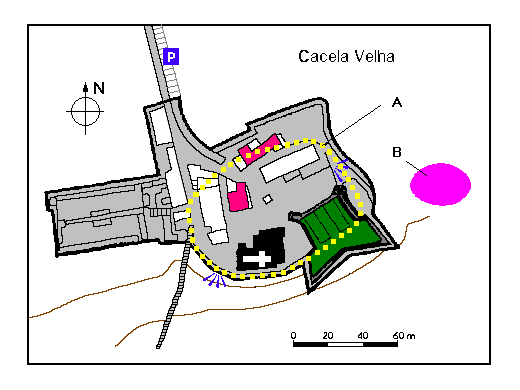
Cacela-Velha, Portugal: posible trazado de la cerca medieval:
"A" - cerca musulmana;
"B" - cementerio musulmán

Existen pocos vestigios documentales y arquitectónicos que permitan una delimitación efectiva de la primitiva cerca musulmana, en taipa, pero se estima que correspondía a un área de cerca de 0,5 hectáreas.
Algunos tramos de la muralla del antiguo castillo medieval pueden apreciarse en los sectores norte y este del centro histórico, con una planta aproximadamente oval, de reducidas dimensiones.
Las principales estructuras del castillo, de estilo gótico, así como la primitiva iglesia, fueron sustituidas por edificios posteriores. Parte de la muralla levantada por la Orden de Santiago se encuentra actualmente sumergida.